# Agrammia matronalis
Agrammia matronalis là một loài bướm đêm trong họ Crambidae.